# 39712 Ehimedaigaku
39712 Ehimedaigaku è un asteroide della fascia principale. Scoperto nel 1996, presenta un'orbita caratterizzata da un semiasse maggiore pari a 2,3394175 UA e da un'eccentricità di 0,1853924, inclinata di 3,54157° rispetto all'eclittica.